# 5446 Heyler
5446 Heyler è un asteroide della fascia principale. Scoperto nel 1991, presenta un'orbita caratterizzata da un semiasse maggiore pari a 3,2260725 UA e da un'eccentricità di 0,1295320, inclinata di 2,36445° rispetto all'eclittica.